# The Cycle of Fate
The Cycle of Fate è un film muto del 1916 scritto e diretto da Marshall Neilan. Di genere drammatico, prodotto dalla Selig, il film aveva come interpreti Bessie Eyton, Wheeler Oakman, Lewis Cody, Al W. Filson e lo stesso Marshall Neilan.

## Trama
Il marinaio Aaron Strong vive felice con la moglie Maybelle che è in attesa di un figlio. Mentre lui è in mare, di Maybelle si prende cura Sandy Hodge, suo suocero, un vecchio lupo di mare scozzese. Durante una terribile tempesta, la fragile imbarcazione di Aaron viene fatta a pezzi e lui non riesce a salvarsi. Quando a terra arriva la notizia della sua morte, Maybelle, in stato di shock, cade a terra incosciente, bruciandosi una mano contro la lampada a olio. La donna, che metterà alla luce due gemelli, un maschio e una femmina, non riuscirà più a riprendersi e i bambini porteranno ognuno sulla propria mano, lo stesso segno della ferita della madre. Cresceranno con Sandy, ma il ragazzo un giorno fuggirà di casa, finendo nelle mani di una banda di malviventi di cui diventerà il capo con il nome di Red Hand (Mano Rossa) mentre la sorella Maybelle, ormai cresciuta, diventerà la maestrina di Oceancove.

Un giorno, in paese arriva Sid Aldrich, un delinquente scappato dalla città. La ragazza si innamora di lui che, nei suoi confronti, però, ha delle brutte intenzioni. Promettendo di sposarla, la porta via con sé, ma poi la vende a un boss politico che si è incapricciato di lei. La ragazza, incosciente, viene affidata a Joe Mano Rossa che, osservando la giovane in sua custodia, si accorge che anche lei porta il suo stesso segno sulla mano. Ricordando vagamente la sua infanzia, si rende conto che quella è sua sorella e decide di salvarla. Telefona alla polizia che interviene giusto in tempo per salvare Maybelle, provocando l'ira di Kipper, il boss, che giura vendetta.

Dopo il salvataggio della sorella, Joe riga dritto, aiutando anche Mame, la sua ragazza malata di tubercolosi che deve essere ricoverata. Tentato da una rapina, Joe si trova faccia a faccia con Aldrich, il rapitore della sorella, che lui uccide. Chiede allora a Maybelle di dire di averlo ucciso lei per legittima difesa e poi fugge da Mame che lo sta aspettando per imbarcarsi. Mentre compra il biglietto della nave, si trova davanti il detective Treem. Joe pensa che ormai tutto sia perduto ma Treem, convinto che Joe abbia agito per il meglio, gli dice di stenderlo e di scappare. Joe e Mame adesso sono liberi e fuggono dalla città e da tutte le sue malvagità.

## Produzione
Il film fu prodotto dalla Selig Polyscope Company.

## Distribuzione
Il copyright del film, richiesto dalla Selig Polyscope Co., fu registrato il 18 marzo 1916 con il numero LP7906.
Distribuito dalla V-L-S-E, il film uscì nelle sale cinematografiche statunitensi il 3 aprile 1916. Ne venne fatta una riedizione che fu distribuita nel 1920.

### Conservazione
Non si conoscono copie ancora esistenti della pellicola che viene considerata presumibilmente perduta